# For the Union Dead

For the Union Dead (en français : Pour les morts de l'Union) est un poème du poète américain Robert Lowell publié en 1964 comme réponse au poème d'Allen Tate, Ode to the Confederate Dead (1928) (en français : Ode aux morts de la Confédération). Il s'agit de la guerre civile américaine, spécifiquement du 54e régiment d'infanterie du Massachusetts, le premier régiment de volontaires noirs dans l'armée américaine, et son colonel, Robert Gould Shaw.